# Windows 98
Windows 98 (nome in codice Memphis) è un sistema operativo grafico sviluppato da Microsoft come parte della sua famiglia di sistemi operativi Windows 9x. È il successore di Windows 95, ed è stato distribuito per la produzione il 15 maggio 1998 e per la vendita al dettaglio il 25 giugno 1998. Come il suo predecessore, Windows 98 è un prodotto monolitico ibrido a 16 bit e 32 bit con la fase di avvio basata su MS-DOS. Il suono di avvio per Windows 98 venne composto dal fonico di Microsoft Ken Kato.
Windows 98 venne sostituito da Windows 98 Second Edition (SE) il 5 maggio 1999, che, a sua volta, venne sostituito da Windows Me il 14 settembre 2000. Microsoft terminò il supporto mainstream per Windows 98 e 98 SE il 30 giugno 2002 e il supporto esteso l'11 luglio 2006.

## Storia
Lo sviluppo del sistema operativo iniziò poco dopo la distribuzione definitiva di Windows 95, inizialmente con il nome in codice "Memphis" per riferirsi al prodotto. Molte build vennero distribuite o trapelarono, a partire dalla build 1351 del 15 dicembre 1996 fino a quella finale con Windows 98 Second Edition. Come per la maggior parte dei software, il suo sviluppo aveva coinvolto la creazione di molte build del sistema, alcune delle quali erano distribuite per essere provate dagli sviluppatori. La prima build di Memphis fu la 1351, che è stata distribuita il 15 dicembre 1996. A quel tempo, esso è stato denominato "Windows 97" o "Windows 9x".
La build 1387 (Beta 1), è stata distribuita il 7 febbraio 1997. La build 1546 (Beta 2), è stata distribuita il 31 luglio 1997 ed è scaduta il 31 gennaio 1998. La build 1602 (Beta 2.1), la prima build di nome Windows 98, è stata distribuita il 3 ottobre 1997 ed è scaduta il 31 marzo 1998. Era la prima build ad essere in grado di eseguire l'aggiornamento da Windows 3.1x, una caratteristica non visualizzata in Beta 2.
La build 1998, (RTM), è stata distribuita il 25 giugno 1998. Dopo la prima edizione di vendita al dettaglio di Windows 98, è stata sviluppata una seconda edizione. La build 2183 (Release Candidate 1), è stata distribuita il 7 aprile 1999 ed è scaduta il 30 gennaio 2000. Infine la build 2222a, la versione definitiva di Windows 98 Seconda Edizione, è stata distribuita il 5 maggio 1999. Essa ha venduto più copie rispetto a Windows 98 e ha offerto una maggiore affidabilità e compatibilità con i dispositivi più recenti.
Il supporto principale (Mainstream) per Windows 98 durò fino al 30 giugno 2002, successivamente il prodotto entrò nella fase di supporto esteso (Extended). Microsoft in origine aveva previsto di interrompere il supporto esteso per Windows 98 il 16 gennaio 2004, tuttavia, a causa della persistente popolarità del sistema operativo (27% delle pagine visualizzate di Google erano in sistemi Windows 98 nei mesi di ottobre-novembre 2003), la scadenza fu prorogata fino all'11 luglio 2006. A quel punto, la quota di mercato di Windows 98 scese al 2,7%. Tutta la documentazione di Windows 98 è ancora presente sul sito web del supporto tecnico di tale sistema operativo, dove si possono trovare suggerimenti e soluzioni ai problemi riscontrati fin dall'inizio del ciclo di vita.

## Caratteristiche generali
Successore di Windows 95, presenta un supporto migliorato per gli standard hardware come USB, MMX e AGP; è inoltre dotato del supporto del file system FAT32, presente comunque già in Windows 95 OSR2, di monitor multipli, WebTV e l'integrazione di Internet Explorer nell'interfaccia grafica (GUI) di Windows, chiamato Active Desktop. Come il suo predecessore, possiede un Kernel Monolitico ibrido a 16 bit/32 bit basato su MS-DOS. Questo sistema operativo coinvolse Microsoft in questioni con l'antitrust legate alla posizione dominante assunta da Internet Explorer dopo la sua integrazione in Windows, infatti bisogna ricordare che Windows 98 favorì la popolarità di tale browser facendolo diventare in pochi anni il più usato e preferito al mondo da tutti gli utenti del Web.
Benché Windows 98 abbia migliorato la stabilità rispetto a Windows 95, è da ricordare che molto spesso capitava di incappare in fastidiosi BSoD; tuttavia esso risultava sensibilmente più stabile del suo successore Windows Me, noto per i suoi numerosi crash, dovuti anche all'assenza di driver progettati appositamente per quest'ultimo.
Nonostante sia considerato come una Minor release, Windows 98 ha portato con sé numerose innovazioni e correzioni rispetto al suo predecessore. Alcune di queste innovazioni sono ancora presenti negli attuali sistemi operativi Windows, talmente fu grande la loro importanza. Può essere definito come un grande aggiornamento per Windows 95 del quale ha corretto i principali problemi, in particolar modo quelli legati alle prestazioni e alla sicurezza. È quindi possibile tracciare un profilo in quattro punti di come si presentava Windows 98 e quali specifiche caratteristiche offriva.
- Maggiore semplicità di utilizzo: l'esplorazione del contenuto del computer è stata semplificata grazie all'interfaccia molto più facile da usare e alle nuove opzioni del desktop. Ad un primo impatto Windows 98 può sembrare molto simile al suo predecessore, ma esplorando accuratamente il sistema si nota la migliore usabilità delle risorse e la maggiore interattività nelle attività quotidiane. È stata introdotta la barra degli strumenti di avvio veloce sulla barra delle applicazioni, dalla quale è possibile avviare i programmi in modo rapido. Inoltre, grazie a una guida introduttiva molto dettagliata e alle esercitazioni di Windows 98, è possibile imparare rapidamente a utilizzare il sistema operativo, anche per chi ha poca dimestichezza con il computer. In più con Windows 98 è possibile utilizzare fotocamere digitali e altre periferiche per l'acquisizione di immagini digitali. Un altro aspetto importante che è stato migliorato, è la possibilità di effettuare ricerche avanzate all'interno del computer e su Internet. È infatti possibile ricercare file e cartelle da qualsiasi posizione e percorso in cui ci si trova, attraverso la comoda funzione "Trova" dal menù contestuale di ogni directory, oltretutto nelle cartelle è presente un comando che consente di cercare sui motori di ricerca di internet aprendo automaticamente una pagina del browser Internet Explorer. Le ricerche dei file possono divenire rapide quando si specificano le proprietà dell'oggetto che si sta cercando, ad esempio è possibile stabilire il formato o la data di creazione di un file come criterio di ricerca. Infine sono state migliorate le funzionalità di Accesso facilitato attraverso l'aggiunta di due nuovi strumenti; l'Impostazione guidata di accesso facilitato che consente di modificare le opzioni di Windows in base alle proprie esigenze, e Microsoft Magnifier che permette di ingrandire qualunque area dello schermo. Rappresenta pertanto un ulteriore passo avanti nell'era dei moderni sistemi operativi, che ha contribuito sicuramente a migliorare l'approccio dell'utilizzatore con il computer, semplificando le operazioni più comuni che si possono svolgere con i calcolatori.
- Maggiore affidabilità e prestazioni: come ulteriore vantaggio c'è una riduzione del costo totale di proprietà (TCO), infatti sono disponibili diverse autocomposizioni e utilità per l'individuazione e la correzione dei problemi e per l'ottimizzazione delle prestazioni. La gestione dei driver di periferica è stata semplificata grazie all'implementazione di un'utilità Web che ricerca e installa automaticamente gli aggiornamenti necessari. Le utilità di backup e ripristino del registro di configurazione conferiscono maggior stabilità al sistema. Sia Windows che i programmi vengono avviati più velocemente. Utilizzando la procedura di Ottimizzazione di Windows è possibile migliorare la velocità e l'efficienza del computer. Windows 98 supporta oltretutto il file system FAT32, come già Windows 95 OSR2, che consente di memorizzare i file in modo più efficiente e di risparmiare spazio su disco. Windows 98 include una protezione aggiuntiva per i file importanti nel computer, come ad esempio il backup automatico del registro di sistema. Il sistema è più stabile e veloce grazie alla possibilità di pianificare le operazioni di manutenzione di Windows attraverso la finestra Operazioni Pianificate. Lo strumento di raccolta dati degli errori di Windows permette di avere a portata di mano rapporti dettagliati sui problemi riscontrati durante l'utilizzo del sistema, consentendo poi di risolverli rapidamente. Per risolvere i problemi del computer è inoltre possibile utilizzare le procedure di risoluzione dei problemi e lo strumento di diagnostica Dr. Watson.
- Integrazione reale con Internet: il punto focale di Windows 98 è la completa fusione tra il sistema e il Web. Infatti una significativa novità di tale OS fu l'introduzione nelle finestre di Explorer della barra dei pulsanti; ciò rappresentò un nuovo modo di navigare e lavorare all'interno delle finestre di Windows anche grazie ai pulsanti di navigazione Avanti e Indietro, che hanno permesso una maggiore fluidità nell'esplorazione delle cartelle. Inoltre è stato aggiunto un nuovo tipo di visualizzazione chiamata "Web", che attraverso dei collegamenti come quelli presenti sui siti internet, si possono aprire le cartelle di Esplora Risorse con un solo click, in modo che l'utente possa esplorare il contenuto del computer più velocemente allo stesso modo di quando si esplora il Web. L'utilizzo di Internet è stato reso più facile e veloce. La Connessione guidata Internet semplifica la procedura di connessione al Web. In più è presente la funzionalità Active Desktop, che consente di visualizzare le pagine web in qualsiasi finestra e di utilizzare la pagina web preferita come sfondo del desktop. Un'altra importante innovazione è la semplicità di accesso a Internet; infatti è possibile accedere a Internet da qualsiasi posizione del desktop, persino dalla barra degli indirizzi di Windows Explorer. Con Windows 98 è possibile pubblicare immagini e documenti online attraverso una procedura guidata.
- Maggiore divertimento e personalizzazione: supporta i formati DVD, audio digitale VRML, Windows 98 consente quindi di riprodurre audio e filmati di alta qualità. Inoltre è possibile vedere la televisione direttamente dal proprio PC grazie al sistema della WebTV, infatti, installando una scheda di sintonia tv sul proprio computer, è possibile guardare i tradizionali canali televisivi sul monitor del proprio computer. Un'altra novità per i videogiochi è data da DirectX 5.0 che promette grandi effetti grafici e sonori al fine di rendere il tutto molto più realistico e coinvolgente. Grande rilevanza è stata data anche alla personalizzazione dell'interfaccia utente. È possibile creare collegamenti personalizzati ai programmi più usati nel menù Start e sulla barra delle applicazioni, sono a disposizione una vasta gamma di temi completi di sfondi, salvaschermi, icone, suoni, tipi di carattere e puntatori del mouse. In aggiunta Microsoft forniva un tool per la personalizzazione dell'interfaccia grafica e di altre funzioni del sistema chiamato Tweak UI, che si poteva trovare all'interno del cd di Windows.

### Supporto degli standard più recenti
- Windows 98 è stato il primo sistema operativo ad usare il WDM (Windows Driver Model). Questa nuova funzionalità venne poco pubblicizzata quando Windows 98 venne messo in vendita, di conseguenza la maggior parte dei produttori di hardware ha continuato a sviluppare i driver con il vecchio standard VxD. Lo standard WDM si diffuse essenzialmente alcuni anni dopo quando furono introdotti Windows 2000 e Windows XP, perché questi sistemi non sono compatibili con lo standard VxD. Oggi, anche se i produttori di hardware non sviluppano più driver ottimizzati per Windows 98, i driver scritti con lo standard WDM sono compatibili anche con sistemi basati su questo sistema. Allo scopo di ridurre l'impiego richiesto agli altri produttori di hardware per adeguarsi a tutte le piattaforme Windows, questo modello di driver si basa su una struttura a classe e minidriver, che traduce in un'architettura modulare ed estensibile per il supporto delle periferiche. L'accesso dei driver di dispositivo in WDM è attuato tramite un driver di periferica VxD, NTKERN.VXD che implementa diverse funzioni di supporto specifiche del kernel Windows NT. NTKERN crea pacchetti di richiesta di I/O e li invia ai driver WDM. Windows 98, in generale, forniva una migliorata e più ampia gamma di sostegno per le unità IDE e SCSI e per i controller delle unità, unità floppy controller e tutte le altre classi di hardware di Windows 95.[12]
- WDM audio: Il supporto per WDM audio consente la miscelazione digitale, routing ed elaborazione di flussi audio simultanei e kernel streaming con tasso di conversione ad alta qualità su Windows 98. WDM audio permette di supportare i giochi MS-DOS su software di emulazione di hardware legacy; supporta DirectSound e il formato MIDI. Windows 98 supporta la riproduzione digitale di CD audio. Windows 98 Seconda Edizione migliora il supporto audio WDM aggiungendo DirectSound hardware di miscelazione e DirectSound 3D hardware abstraction, il supporto del kernel DirectMusic e KMixer (campione-tasso di conversione (SRC) per il flussi di acquisizione e supporto audio multicanale).
- Windows 98, in generale, fornisce rispetto a Windows 95, un migliorato e una più ampia gamma di supporto per le unità IDE e i controller SCSI di disco, per i controller di unità floppy e tutte le altre classi di hardware[12].
- Miglior supporto dello standard USB: Consente l'impiego contemporaneo di più periferiche su uno stesso computer, con periferiche come monitor e tastiere che agiscono da prese di collegamento o hub. Possibilità di installare e utilizzare subito i componenti hardware che utilizzano questa tecnologia senza che sia necessario riavviare il computer. Windows 98 supporta scanner USB e dispositivi di classe HID ad esempio USB mouse, tastiere, joystick ecc. Inoltre riconosce immediatamente dispositivi come chiavette USB o altri dispositivi collegati al computer tramite questo tipo di standard. Il supporto di classe dispositivo audio USB è presente da Windows 98 SE in poi. Infine Windows 98 Seconda Edizione introduce anche il sostegno WDM per i modem (e pertanto i modem USB e le porte virtuali COM).
- Base supporto FireWire (IEEE 1394): Permette il collegamento del PC a un'ampia gamma di periferiche, dai componenti audio/video ai tradizionali dispositivi di memorizzazione per PC. Le specifiche IEEE 1394 dotano il PC di un'interfaccia di espansione a costi limitati, compatibile con lo standard Plug & Play.
- Supporto Accelerated Graphics Port (AGP) integrato rispetto alla versione originale di Windows 95. (Nota: supplemento USB per Windows 95 OSR2 e versioni successive di Windows 95 includono il supporto AGP).
- Supporto per DVD e lettura UDF 1.02.
- ACPI 1.0 che supporta lo  standby  abilitato (ACPI S3) e gli stati di sospensione (ACPI S4). ACPI Agevola la gestione delle periferiche sui nuovi PC e migliora le prestazioni della batteria sui nuovi portatili.
- Supporto all'architettura di imaging (STI) per scanner e fotocamere, e per la gestione colori immagine 2.0 che supporta più spazi di colore e TWAIN.
- Broadcast Driver Architecture
- Supporto multi-monitor: un'altra importante caratteristica è la possibilità di collegare allo stesso computer più monitor, al fine di aumentare l'area di lavoro disponibile. Questa opzione consente di lavorare in simultanea con più applicazioni, avendo allo stesso tempo maggiore spazio sullo schermo. Si può avere fino a un massimo di 8 monitor collegati e utilizzare più schede grafiche sullo stesso PC. Ogni monitor può funzionare a una risoluzione diversa, offrendo agli utenti innumerevoli possibilità di visualizzazione.
- Windows 98 include DirectX 5.2, che comprendeva in particolare DirectShow. Windows 98 Second Edition è aggiornato a DirectX 6.1.

### Tecnologie di rete
- TCP/IP: In Windows 98 i miglioramenti a TCP/IP includono il supporto per Winsock 2, SMB[13]; è incluso il supporto per IGMPv2 e ICMP Router Discovery Protocol. Inoltre sono stati inclusi alcuni miglioramenti delle prestazioni per reti a banda larga ad alta velocità.
- Il client DHCP è stato migliorato per includere il rilevamento dei conflitti di assegnazione indirizzo e intervalli di timeout più lunghi. La configurazione NetBT nel client WINS è stata migliorata per continuare persistentemente l'esecuzione di query su più server WINS, se quest'ultima non è riuscita a stabilire la sessione iniziale fino a quando tutti i server WINS specificati sono stati interrogati o viene stabilita una connessione.
- Distributed File System: Compila e visualizza i dati della rete in un'unica struttura logica, indipendentemente dalla loro posizione di memorizzazione.
- Protocollo RSVP: Permette all'utente di richiedere un certo livello di lunghezza di banda di rete per dati complessi come file audio e video.
- L'interfaccia per la programmazione di applicazioni NDIS 5.0 in Windows 98 può supportare una vasta gamma di supporti di rete, tra cui Ethernet, Fiber distributed data interface (FDDI), token ring, Asynchronous Transfer Mode (ATM), Wide Area Network (WAN), ISDN, X.25 e Frame Relay. Le funzionalità aggiuntive includono NDIS risparmio di energia, il supporto per QoS, Windows Management Instrumentation (WMI) e il supporto per un unico formato di file INF tra tutte le versioni di Windows.
- Dial-up Networking: Windows 98 accesso remoto supporta il tunneling PPTP, supporto multilink e connessione-tempo di script per automatizzare le connessioni di accesso non standardizzate. L'aggregazione dei canali Multilink consente agli utenti di combinare tutte le linee di connessione remota disponibili per raggiungere velocità di trasferimento più elevate. Il protocollo PPP Multilink aumenta la larghezza di banda combinando più collegamenti fisici, per esempio sfruttando la larghezza di banda di due o più modem. I registri di connessione PPP possono mostrare i pacchetti effettivi passati e Windows 98 permette la registrazione per ogni connessione PPP. I miglioramenti di accesso remoto sono anche disponibili in Windows 95 OSR2 e scaricabili per le versioni precedenti di Windows 95.
- Il sistema ISDN garantisce la trasmissione completamente digitale e ad alta velocità di ogni tipo di dati su una sola linea.
- Per i computer in rete che sono attivati i profili utente, Windows 98 introduce l'accesso di gruppo personalizzato che elenca tutti gli utenti che sono stati configurati per quel computer, consentendo agli utenti di selezionare semplicemente i loro nomi da un elenco, piuttosto che doverli digitare.
- Windows 98 ha il supporto incorporato per l'esplorazione di alberi DFS su condivisioni SMB.
- Supporto IrDA: Windows 98 supporta IrDA 3.0 che specifica sia i dispositivi a infrarossi seriale (SIR), sia Fast Infrared (FIR), che sono in grado di inviare e ricevere dati a 4 Mbit/s. È inclusa Infrared Recipient, una nuova applicazione per il trasferimento di file tramite una connessione a infrarossi. Lo stack IrDA in Windows 98 supporta i profili di networking sul driver in modalità kernel IrCOMM.
- Windows 98 Seconda Edizione aggiunge Condivisione connessione Internet (l'IP forwarding e NAT funzionalità). Windows Me successivamente supporta NAT traversal per mezzo di UPnP. UPnP e NAT trasversale API possono essere installate anche su Windows 98, installando Network Setup Wizard di Windows XP.[14]
- Supporto a VPN L2TP/IPsec come un client scaricabile.
- Capacità di trarre vantaggio di diverse funzionalità di Windows 2000 Active Directory tramite l'installazione di Active Directory Client Extensions.

### Migliorie e novità varie
Con Windows 98 sono state implementate una serie di migliorie nel sistema operativo Windows. Tra le più importanti novità che furono introdotte ricordiamo:
- Active Desktop: offre la possibilità di impostare come sfondo del desktop pagine web in HTML o oggetti interattivi/animati, oltre a fornire una serie di pulsanti speciali che permettono di collegarsi con siti, leggere le news su internet, ascoltare le frequenze radio dal proprio PC e molto altro ancora.
- Nel menù Start è stata aggiunta la voce Preferiti, che permette di accedere rapidamente ai siti Internet che si prediligono maggiormente.
- Le barre del titolo delle finestre di dialogo supportano due colori.
- I menu di Windows 98 e le descrizioni dei comandi supportano l'animazione della diapositiva.
- Anteprime dei file immagine: è possibile visualizzare le immagini nelle cartelle con la visualizzazione anteprime, che permette di vedere i file non più tramite un'icona ma attraverso una piccola miniatura dell'immagine stessa; in più si può aggiungere nella visualizzazione una barra laterale che consente di osservare un'immagine selezionandola, senza aprirla direttamente.
- Avvio rapido: è un'utilità che fa partire più rapidamente il computer, riducendo significativamente i minuti di attesa prima di vedere il desktop di Windows, e controlla gli applicativi che si usano più frequentemente, sistemandoli sul disco fisso in maniera sequenziale e garantendoci così dei tempi di accesso più rapidi ai programmi.
- Lente d'ingrandimento di Microsoft Magnifier, Microsoft Active Accessibility 1.1 API espandibile fino a MSAA 2.0 e impostazione guidata accesso facilitato.
- Giochi: Windows 98 ripropone i giochi forniti con Windows 95, lievemente ritoccati; in più dal CD di installazione di Windows 98 è possibile installare aggiuntivamente alcuni giochi in versione demo come Age of Empires, Monster Truck Madness 2 e Microsoft Golf 98. Inoltre con Microsoft Plus 98! è possibile installare anche 3D Pinball: Space Cadet.
- Creazione di una rete domestica: possibilità di creare una rete in casa se si dispone di più di un computer con estrema facilità per mezzo di un procedimento guidato passo per passo.
- Guida HTML e 15 procedure guidate per la risoluzione dei problemi.
- Windows Script Host aggiornabile alla versione 5.6
- Telephony API (TAPI) 2.1
- DCOM versione 1.2
- WebTV per Windows che permette di visualizzare la televisione sul computer, se è installato un sintonizzatore TV compatibile. I palinsesti televisivi possono aggiornarsi da Internet e tramite WaveTop Data Broadcasting si consente ai dati aggiuntivi sulle trasmissioni di essere ricevuti tramite segnali di televisione normale utilizzando un'antenna o un cavo.
- Windows 98 integra miglioramenti della shell, temi e altre caratteristiche da Microsoft Plus! per Windows 95 come DriveSpace 3, agente di compressione, dial-up Networking Server, dial-up Scripting Tool e Utilità di pianificazione.
- Capacità di elencare i font per somiglianza grazie all'utilizzo di informazioni PANOSE.
- Migliorati alcuni accessori: gli utenti possono configurare il carattere in Blocco note. Paint supporta la trasparenza GIF. HyperTerminal supporta un metodo di connessione TCP/IP che permette di essere utilizzato come un client Telnet. Imaging per Windows viene aggiornato. Monitor di sistema supporta la registrazione.
- Supporto per i file compressi CAB.
- Strumenti per automatizzare la configurazione come il supporto batch 98 e INFInst.exe, controllo degli errori, la raccolta di informazioni automaticamente per creare un file INF direttamente dal Registro di sistema della macchina, personalizzazione IE4, shell e le impostazioni del desktop e l'aggiunta di driver personalizzati.
- Diversi altri strumenti Resource Kit sono inclusi nel CD di Windows 98.[15]
- Windows 98 è fornito con Flash Player e Shockwave Player preinstallati.[16]
- Windows 98 ha nuovi suoni di sistema per gli eventi allarme batteria quasi scarica e allarme critico batteria. Il suono di avvio è stato composto da Ken Kato.

## Programmi e strumenti nuovi
Alcune tra le più importanti applicazioni e accessori che furono introdotti o semplicemente aggiornati:

### Internet e multimedia
- Internet Explorer 4 - browser per la navigazione in internet integrato come funzionalità propria del sistema operativo Windows.
- Outlook Express - nuovo client di posta elettronica per l'invio e la ricezione di e-mail e newsletter, dotato di una grafica migliorata e semplificata rispetto ai gestori di posta elettronica distribuiti precedentemente. È stato il client di posta elettronica predefinito per Windows sino a Windows XP.
- Microsoft Comic Chat 2.5 - programma che permetteva di chattare in due modi differenti: uno in forma testuale e l'altro a "fumetti"; ogni partecipante veniva identificato con un personaggio che poteva essere scelto tra quelli proposti.
- Microsoft NetMeeting - servizio per collaborare online e fare videoconferenze.
- Microsoft NetShow - programma per la creazione e la trasmissione di video personalizzati.
- Microsoft FrontPage Express - applicazione che permette di creare pagine in HTML ed amministrare siti Web.
- Microsoft Personal Web Server - utilità che consente l'autocomposizione per la pubblicazione in Rete.
- Windows Media Player 6.1 - distribuito all'interno di Windows 98.
- Wave Top - software che inserisce le immagini tv all'interno di una finestra sul desktop, permettendo di creare una lista personalizzata di canali tv e trasmissioni preferite, nonché di ricercare i programmi preferiti sui canali via satellite della Microsoft.

### Utilità di sistema
- Windows Update è un servizio innovativo che sfruttando una normale connessione Internet è in grado di connettersi automaticamente al sito della Microsoft permettendo di scaricare aggiornamenti e patch di sicurezza per mantenere sempre aggiornato il computer, per incrementare le prestazioni del sistema operativo e per risolvere problemi e bug.
- Pulitura disco - è lo strumento mediante il quale è possibile recuperare spazio e consentire al computer di funzionare più velocemente. Questa utility consente di eliminare i file temporanei, di svuotare il Cestino e di rimuovere svariati file di sistema o altri elementi che non sono più necessari.
- Msconfig - (Utilità Configurazione di Sistema): è un nuovo tool che consente di decidere come avviare il sistema operativo e soprattutto quali servizi, drivers e programmi lanciare insieme ad esso.
- Manutenzione guidata - tool che pianifica e automatizza lo ScanDisk, la deframmentazione dei dischi e la Pulizia disco.
- DriveSpace 3 - già introdotto in Windows 95, è stato aggiornato e consente di comprimere lo spazio sulle unità disco per aumentare la capacità di Hard Disk e archivi removibili. Questo strumento in certi casi può persino raddoppiare la grandezza dei drive. Tuttavia è disponibile un altro strumento utile per la compressione e il risparmio di spazio, il quale è denominato Agente di compressione.
- Convertitore di unità (FAT32) - è uno strumento attraverso il quale è possibile convertire le unità disco che utilizzano il file system FAT16, in unità con il FAT32, che consente una maggiore protezione dei dati e supporta anche hard disk di dimensioni maggiori rispetto a quelli che usano il FAT16.
- Microsoft Backup - consente di realizzare copie del disco rigido, nel caso in cui il disco avesse dei problemi e perdesse dei dati per un virus o per un malfunzionamento del sistema. La versione di Windows 98 è molto più completa della precedente e supporta il backup differenziale e i dispositivi a nastro SCSI.
- Il disco di ripristino di Windows 98 contiene generalmente, la modalità reale ATAPI, i driver SCSI CD-ROM e preconfigura con il supporto CD-ROM attivo automaticamente la modalità di inizio MS-DOS. Per i computer senza sistema operativo e che non supportano l'avvio da unità ottiche, il disco di avvio può essere usato per fare il boot in MS-DOS e avviare automaticamente il programma di installazione di Windows 98 dal CD.
- Controllo file di sistema - è un'utilità di protezione che permette di verificare se in Windows sono presenti file di sistema obsoleti o danneggiati, consentendo poi di ripristinarli.
- Registry Checker - (scanreg.exe) è la nuova utility di Windows 98 che mantiene una copia di backup del registro di sistema. Ad ogni avvio il Registry Checker analizza in modo automatico il registro di sistema: se viene individuato un problema il registro di sistema viene rimpiazzato con la copia di backup.
- System Troubleshooter - utility che permette agli utenti esperti di impostare la configurazione del computer.
- Tune-up wizard - programma eseguito in background che tiene sotto controllo il computer e i suoi componenti. Avverte l'utente quando qualcosa dà segnali di malfunzionamento.
- Utilità OnNow - funzione che consente di risparmiare energia. Si tratta di un approccio al risparmio energetico che permette l'avvio rapido. Invece di spegnere e riaccendere il computer, è possibile attivare e disattivare facilmente lo stato di bassa alimentazione, o "sospensione", permette al computer di riprendere subito l'attività sospesa. Il risultato è simile all'accensione di un televisore o di uno stereo.
- Windows Report Tool - questo strumento fotografa un'istantanea della configurazione del sistema e consente agli utenti di segnalare un problema manuale con le informazioni di sistema per i tecnici. Possiede un indirizzo e-mail per confermare i report inviati.
- WinAlign - (Walign.exe e Winalign.exe)[17] è uno strumento progettato per ottimizzare le prestazioni del codice eseguibile (binari). Walign.exe è incluso in Windows 98 per ottimizzare i programmi di Microsoft Office. Winalign.exe è incluso in Windows 98 Resource Kit per ottimizzare altri programmi.

## Windows 98 Seconda Edizione
Windows 98 Seconda Edizione (comunemente chiamato SE) è un aggiornamento di Windows 98 distribuito da Microsoft il 5 maggio 1999.
Questo aggiornamento includeva patch di sicurezza e di performance, fix per correggere diversi bug, un miglior supporto ad USB e soprattutto la sostituzione di Internet Explorer 4.0 con la versione 5.0, alquanto più veloce e leggera. Tra i maggiori vantaggi introdotti con Windows 98 SE, va ricordato un migliore aspetto grafico e estetico dell'interfaccia utente attraverso un maggior numero di colori nelle icone e nei pulsanti, in modo da rendere il tutto più gradevole e più realistico alla vista dell'utilizzatore. Sono stati inclusi anche NetMeeting 3.0, Microsoft Plus! ed inoltre è stato rimosso un errore di overflow che causava molto spesso un crash del sistema dopo 49,7 giorni senza un riavvio. Windows 98 Seconda Edizione conteneva anche una versione aggiornata del lettore multimediale Windows Media Player (versione 6.2) e la versione 5.0 di MSN (The Microsoft Network). Nell'aggiornamento viene anche inclusa una nuova versione di DirectX, la 6.1, che include nuove funzionalità per DirectMusic, DirectDraw, Direct3D e DirectPlay. Windows 98 SE non è stato fornito con l'API WinG o RealPlayer 4.0 a differenza della versione originale di Windows 98, ma entrambi sono stati sostituiti da DirectX e Windows Media Player. Altra aggiunta importante di Windows 98 Seconda Edizione è la condivisione della connessione ad Internet che permetteva a più computer su una LAN di accedere ad Internet tramite un singolo PC grazie al NAT. Questa funzionalità sarà implementata anche sulle successive versioni dei sistemi operativi di Microsoft.
Windows 98 SE poteva essere ottenuto come aggiornamento al dettaglio o come versione completa, in alternativa come OEM o attraverso un disco di update per gli utenti che possedevano già Windows 98.
In sintesi tutti gli aggiornamenti inclusi in Windows 98 SE erano i seguenti:
- Supporto rete ATM (Asynchronous Transfer Mode)
  - IP/ATM (Internet Protocol/Asynchronous Transfer Mode)
  - PPP/ATM (Point to Point Protocol/Asynchronous Transfer Mode)
  - Windows Sockets 2/Asynchronous Transfer Mode
- Controller Device Bay
- DirectX versione 6.1
- Microsoft Connection Manager versione 1.2
- Accesso remoto Microsoft (DUN, Microsoft Dial-Up Networking) versione 1.3
- Microsoft Distributed Component Object Model (DCOM98)
- Condivisione connessione Internet (ICS, Internet Connection Sharing)
- Microsoft Internet Explorer 5
- Microsoft Data Access Components (MDAC) 2.1
- Microsoft Active Accessibility (MSAA)
- Microsoft NetMeeting versione 3.0 (build 4.4.3345)
- Microsoft Wake-On-LAN
- Microsoft Wallet versione 3.0
- Modem WDM (Windows Driver Model)
- WBEM (Gestione sistema sul Web)
- Aggiornamento di WebTV per Windows
- Microsoft Windows Media Player versione 6.2
- Aggiornamenti Microsoft per l'Anno 2000 (Y2K)
- MSN, The Microsoft Network versione 5.0

| Nome                        | Versione   | Data distribuzione | Internet Explorer |
| --------------------------- | ---------- | ------------------ | ----------------- |
| Windows 98                  | 4.10.1998  | 25 giugno 1998     | 4.01              |
| Windows 98 Seconda Edizione | 4.10.2222A | 5 maggio 1999      | 5.0               |

## Aggiornabilità
Diversi componenti di Windows 98 disponibili al momento della distribuzione possono essere aggiornati alle versioni più recenti, questi sono:
- Internet Explorer 6 SP1
- Windows Media Format Runtime e Windows Media Player 9 Series in Windows 98 SE e Windows Media Player 7.1 su Windows 98.
- Windows Media Encoder 7.1 e Windows Media 8 Encoding Utility
- DirectX 9.0c
- MSN Messenger 7.0
- Le caratteristiche più significative dai più recenti sistemi operativi Microsoft possono essere installati su Windows 98. Le principali di esse sono .NET Framework versioni 1.0, 1.1 e 2.0, Visual C++ 2005 runtime, Windows Installer 2.0, GDI + libreria ridistribuibile, Connessione desktop remoto client 5.1 e Text Services Framework.
- Molti altri elementi come MSXML 3,0 SP7, Microsoft Agent 2.0, Microsoft NetMeeting 3.01, MSAA 2.0, ActiveSync 3.8, WSH 5.6, Microsoft Data Access Components 2.81 SP1, Windows Management Instrumentation 1.5 e Microsoft Speech API 4.0.
- Office XP è l'ultima versione di Microsoft Office ad essere compatibile con Windows 98.
- Anche se Windows 98 non supporta completamente l'Unicode, alcune applicazioni possono eseguire l'Unicode mediante l'installazione del Microsoft Layer per Unicode.
- Con "KernelEx" diverse applicazioni più recenti come Firefox 3 o Opera 10 possono essere eseguite[21].

## Dimostrazione pubblica
La distribuzione di Windows 98 è stata preceduta da un importante evento mediatico tenutosi nell'aprile 1998 al Comdex di Las Vegas. Il responsabile dello sviluppo Chris Capossela illustrò la grande facilità di gestione e l'ampio supporto Plug and Play (PnP) e collegò uno scanner USB per mostrare l'installazione automatica, ma facendo ciò, un istante dopo, il sistema operativo andò in crash mostrando una schermata blu di errore. Bill Gates, dopo gli applausi e le risate partiti dalla platea, disse: “That must be why we're not shipping Windows 98 yet” (Questo è il motivo per cui non distribuiamo ancora Windows 98). Il video di questo evento è diventato un popolare fenomeno di Internet. Qualche commentatore ha sospettato che il crash del sistema operativo fosse in realtà finto e simulato: secondo questa interpretazione, quella che sembrava una schermata blu di blocco del sistema operativo era in realtà una slide che entrava scorrendo dalla destra del video, in quanto sotto la schermata blu era rimasta inusualmente visibile parte del desktop, come se fosse una messa in scena pianificata per aumentare la risonanza mediatica dell'evento o per giustificare in modo eclatante il ritardo dell'uscita del sistema operativo. Nonostante la presentazione al pubblico apparve come un fiasco, Windows 98 conobbe un largo successo e fu ampiamente utilizzato.

## Requisiti di sistema
|                        | Requisiti Minimi                                                                                      | Requisiti Consigliati                                                          |
| ---------------------- | --- | ------------------------------------------------------------------------------ |
| Processore             | 486 Dx - 66 MHz                                                                                       | Intel Pentium II o AMD K6-2 con velocità 350 MHz                               |
| RAM                    | 32 MB                                                                                                 | 64 MB o superiore (massima 1,5 GB.)                                            |
| Display                | VGA 640 x 480 a 256 colori                                                                            | SVGA 800 x 600 o superiore a colori da 16 a 24 bit                             |
| Spazio su Disco Rigido | L'upgrade da Windows 95 (FAT16) o da Windows 3.1 (FAT) richiede da 140 a 400 MB, (tipicamente 205 MB) | Una nuova installazione (FAT32) richiede da 190 a 305 MB, (tipicamente 210 MB) |
| Unità ottica           | Unità floppy da 3,5 pollici ad alta densità                                                           | Lettore CD-ROM o DVD-ROM                                                       |
| Modem                  | Modem 14,4 Kbit/s                                                                                     | 28,8 Kbit/s o più veloce                                                       |
| Altro                  | Mouse o dispositivo di puntamento compatibile, Scheda Audio, Altoparlanti                             | Mouse o dispositivo di puntamento compatibile, Scheda Audio, Altoparlanti      |

- Nota 1: Sia Windows 98 che Windows 98 SE possono avere notevoli problemi relativi dischi rigidi con capacità superiore ai 32 gigabyte (GB). Questo problema si verifica solo con determinate impostazioni Phoenix BIOS. Un aggiornamento software è stato reso disponibile per correggere questa lacuna[26].
- Nota 2: Inoltre, sia Windows 98 che Windows 98 SE non sono in grado di gestire i dischi rigidi che superano i 137 GB di dimensioni con il driver predefinito a causa della mancanza di supporto LBA a 48 bit. Il rischio è che i dati presenti sul disco risultino corrotti e quindi inutilizzabili. Sono disponibili patch di terze parti per correggere questa lacuna[27].

La prima versione di Windows 98 è stata anche distribuita su floppy oltre che su CD-ROM, ma ha avuto scarsa diffusione.
Come il suo predecessore, Windows 95, e il suo successore, Windows Millennium Edition, gli utenti potevano saltare il controllo dell'hardware specificando lo switch non documentato /nm sulla riga di comando di setup. Questo permetteva di installarlo anche su vecchi computer come quelli basati su Intel 80386.

## Menù di avvio
Le combinazioni di tasto da premere appena terminata la procedura di inizializzazione del Bios ma prima dell'avvio del sistema operativo sono:
- tasto ctrl (pressione continua) o tasto F8 = visualizza il menù Esecuzione automatica
- F5 = modalità provvisoria
- tasto maiuscolo + F5 = prompt dei comandi
- tasto maiuscolo + F8 = esecuzione comandi di avvio passo-passo